# Adina-Maria Hamdouchi
Adina-Maria Hamdouchi (născută Bogza; n. 25 august 1979, București, România) este o jucătoare de șah care are dublă cetățenie, franceză și română. Ea este soția campionului internațional Hichem Hamdouchi. 

## Activitate
Campioană internațională la șah feminin din 2003, Adina-Maria Hamdouchi a reprezentat România în campionatele europene din 2005 când echipa României a terminat pe locul 5 și la olimpiada de șah din 2006 de la Turin. Pe 1 iulie 2016, ea a fost a 11-a jucătoare franceză cu un clasament Elo de 2 223.